# The Great Mouse Detective
Thám tử chuột tài ba (tiếng Anh: The Great Mouse Detective) là một bộ phim hoạt hình năm 1986 sản xuất bởi Hãng phim hoạt hình Disney. Là bộ phim thứ 26 của Disney, được đạo diễn bởi Burny Mattison, David Michener cùng với nhóm John Musker và Ron Clements, là đạo diễn của bộ phim Nàng Tiên Cá (1989) và Aladdin và cây đèn thần (1992). Bộ phim cũng được biết đến với tên gọi Cuộc phiêu lưu của thám tử chuộc tài ba cho bản chiếu rạp lại vào năm 1992 và Thám tử chuột Basil tài ba ở một vài quốc gia. Dàn diễn viên chính của bộ phim đều là các loài chuột sống ở thành phố Luân Đôn, Anh. Bộ phim được khởi chiếu vào ngày 2/7/1986.

## Nội dung
Tại Luân Đôn vào tháng 7 năm 1897, có một cô chuột nhỏ tên là Olivia Flaversham đang ăn mừng sinh nhật cùng với cha của mình, ông Hiram, một thợ làm đồ chơi. Bỗng nhiên, một con dơi với một bên cánh bị gãy và bị què một chân đột nhập vào Cửa Tiệm Flaversham và bắt cóc ông Hiram. Vì đó, nên Olivia đã lên đường đi tìm Thám tử chuột tài ba Basil ở đường Baker, nhưng không may lại bị lạc. Ở một nơi khác, có một người bác sĩ tên là David Q. Dawson, vừa mới trở về từ khoảng thời gian dài phục vụ trong Trung Đoàn 66 của Nữ hoàng chuột ở Afghanistan, ông đã gặp Olivia giúp đưa cô bé đến với chỗ của Basil. Khi họ mới tới, Basil trông có vẻ không quan tâm đến họ, cho đến khi Oliva nhắc đến một con dơi gãy cánh và chân què đã bắt cóc cha cô bé thì Basil lúc này mới nhận ra rằng Olivia đã gặp Fidget, một tay sai của Giáo sư Ratigan, một kẻ ác mà Basil đã nhiều lần muốn bắt. Sau này mọi chuyện lộ ra rằng Ratigan bắt cóc ông Hiram để tạo ra môt con rô bốt lên dây cót, có thể giả giọng của Nữ hoàng chuột để giúp cho Ratigan có thể thống trị nước Anh. Ông Hiram ban đầu đã từ chối không tham gia vào kế hoạch độc ác này, nhưng phải đầu hàng khi Ratigan đe dọa sẽ làm hại Olivia và thống báo kế hoạch sẽ giết Nữ hoàng và trở thành "Người thống trị tối cao của Vương Quốc Chuột" cho đám tay sai của hắn.
Cùng lúc đó, Basil, Dawson, Olivia cùng chú chó Toby, là thú nuôi của Sherock Holme, đánh hơi ra tung tích của Fidget tại một cửa tiệm đồ chơi để ăn cắp đồng phục của bộ đồ chơi búp bê Lính Hoàng Gia. Sau đó, hắn bắt cóc Olivia. Basil và Dawson đuổi theo sau, nhưng bị mắc lại. Trong lúc dò quanh cửa tiệm, Dawson tìm ra được danh sách những thứ cần lấy của Fidget, và Basil đã lấy nó để thực hiện một thí nghiệm hóa học, để phát hiện ra danh sách này đến từ nơi gần sông Thames. Họ cải trang thành những thủy thủ và đi vào một quán rượu "Bẫy Chuột". Ở đó, họ thấy Fidget và theo sau hắn để đến được hang ổ của Ratigan, nhưng không may lại bị Ratigan mai phục và bắt trói lại trong một cái bẫy chuột nối với một chiếc ly đựng một viên bi và nối tới máy phát nhạc, cùng nhiều thứ vũ khí khác. Khi bài hát kết thúc sẽ kéo chiếc ly làm viên bi chạy xuống đường ống làm bẫy chuột sập lại cùng những vũ khí khác. Rồi Ratigan bay trên chiếc khinh khí cầu của mình để đến cung điện Buckingham, nơi đám tay sai của hắn sẽ bắt cóc Nữ hoàng. Basil gần như suy sụp do Ratigan tóm gọn, nhưng lại nảy ra ý tưởng nhờ vào sự tiếp sức của bác sĩ Dawson, anh đã tính toán kỹ lưỡng từng chi tiết để khi viên bi lăn xuống sẽ bị bẫy chuột kẹp lại khiến những vũ khí khác lệch hướng, và cứu sống tất cả để đi đến cung điện.
Tại cung điện, Ratigan bắt buộc Hiram phải điều khiển con rô bốt Nữ hoàng trong khi Nữ hoàng thật đang bị đem đi cho Felicia ăn, một con mèo cưng của Ratigan. Con rô bốt tuyên bố rằng Ratigan sẽ là Vị vua mới của Vương Quốc Chuột, và hắn đã nếu lên những chính sách bạo ngược cho những dự án mới của mình. Sau khi Basil, Dawson và Olivia giải thoát cho Nữ hoàng xong, họ đã bắt trói tất cả những tay sai của Ratigan. Basil điều khiển con rô bốt, khiến nó tuyên bố lại rằng Ratigan là một kẻ lừa đảo, bạo chúa trong khi bị hắn đập cho tan tành. Đám đông ở dưới nổi cơn thịnh nộ bởi sự làm phản của Ratigan, và hắn cùng Fidget tẩu thoát trên con khinh khí cầu. Basil, Dawson và Hiram sau đó đã dùng hộp diêm cùng những bong bóng bay được cột lại bởi lá cờ Anh rượt theo Ratigan bay đến tháp đồng hồ Big Ben.
Bên trong tháp đồng hồ, Basil đã làm cho áo choàng của Ratigan vướng vào những bánh răng, và giải cứu cho Olivia an toàn về với cha mình. Thấy vậy, Ratigan bực tức, điên cuồng và trở thành một con chuột cống thật sự, hắn đã tấn công Basil trên kim đồng hồ, và khi đồng hồ điểm 10 giờ, chuông reo to khiến kim đồng hồ rung lắc làm hắn rớt xuống đất chết và kéo theo Basil. Tuy nhiên, Basil đã sống sót nhờ vào thiết bị bay còn sót lại trong khinh khí cầu của Ratigan mà anh nắm được khi rơi xuống. Trở về đường Baker, Basil và Dawson kể lại chuyến phiêu lưu của mình. Sau đó, hai cha con Olivia rời đi, thì có môt vị khách đến gõ cửa và khẩn khoản xin sự giúp đỡ của Basil, và anh đã nói với cô ấy rằng bác sĩ Dawson chính là trợ lý đắc lực của anh trong những vụ án sắp tới.

## Diễn viên lồng tiếng
- Barrie Ingham - Basil.
- Vincent Price - Giáo sư Ratigan.
- Val Bettin - Bác sĩ David Q. Dawson.
- Susanne Pollatschek - Olivia Flaversham.
- Candy Candido - Fidget.
- Frank Welker - Toby.
- Alan Young - Hiram Flaversham.
- Frank Welker - Felicia.
- Diana Chesney - Bà Judson, quản gia của Basil.
- Eve Brenner - Nữ hoàng Chuột Jubelee
- Melissa Manchester - cô ca sĩ chuột tại quán rượu "Bẫy Chuột".
- Basil Rathbone - Sherlock Holmes.
- Laurie Main - Bác sĩ Watson.
- Wayne Allwine, Tony Anselmo, Walker Edmiston và Val Bettin - tay sai của Ratigan

## Nhạc Phim
1. Nhạc mở màn (1:40)
2. Dawson Finds Olivia (1:20)
3. Enter Basil (2:12)
4. Enter Ratigan (2:17)
5. Crushed Box (1:30)
6. The World's Greatest Criminal Mind – Vincent Price (M&L: Ellen Fitzhugh/Larry Grossman/Henry Mancini) (5:09)
7. Unusual Foot Prints (1:40)
8. Here's Toby (3:53)
9. Check Mate (2:41)
10. Reunion (2:38)
11. Let Me Be Good to You – Melissa Manchester (M&L: Melissa Manchester) (3:01)
12. Ratigan's Plan (2:01)
13. Goodbye So Soon – Vincent Price (2:55)
14. Cat Nip (1:44)
15. Big Ben Chase (5:33)
16. Wrap-Up (3:08)
17. Nhạc kết phim/ "Goodbye So Soon" (chorus) (1:51)